# Eowudong
Uhwudong, 어우동, 於 宇 同, o Eowudong, (Corea, 1440 ?-18 de octubre de 1480) fue una bailarina, escritora, artista y poeta coreana de una familia noble (Park) de la dinastía Joseon del siglo XV. La mayor parte de su trabajo no se ha conservado.

## Biografía
Uhwudong era de una familia noble de la dinastía Joseon. Se casó con Yidong, el príncipe Taegang (태강수 이동, 泰 江 守 李 仝), el bisnieto de Joseon Taejong. Se vio obligada a divorciarse de él por cargos de adulterio y, posteriormente, se convirtió en una activa poeta, escritora, artista y bailarina.
Se destacó por su excepcional belleza, baile, talento para el canto, poesía, ingenio y extraordinario intelecto. Su vida personal se ha convertido casi en un mito, habiendo inspirado novelas, películas, series de televisión, óperas y numerosos poetas. Después de la destrucción de la dinastía Joseon en 1910, debido a su reconocida naturaleza asertiva e independiente, se ha convertido en un ícono cultural popular moderno de Corea.

## Obras
Aunque sólo existen hoy en día un puñado de sijo (verso formateado utilizado en Corea, como en el soneto inglés) y piezas de geomungo, no obstante, muestran gran habilidad artesanal de las palabras y los arreglos musicales. Estos versos insinúan la tragedia de sus amores perdidos. Algunas también son muestran la influencia de numerosos poemas chinos y de la literatura china clásica más famosos y conocidos.

## Poemas
玉 淚 丁東 夜 氣 淸 / Las perlas fluyen e iluminan la noche 
玉 淚 丁東 夜 氣 淸 / Las cuentas fluyen como lágrimas, iluminan la noche
白雲 高 捲 月 分明 / Las nubes blancas fluyen alto, la luz de la luna es más brillante.
間 房 叔 謐 餘香 在 / Tu aroma permanece en una habitación pequeña.
可 寫 如今 夢裏 情 / Podré imaginar un afecto de ensueño.
白馬 臺 空 經 幾歲 / ¿Cuánto tiempo ha estado vacío el Baekma-dae?
白馬 臺 空 經 幾歲 / ¿Cuántos años han pasado la casa vacía?
落花 巖 立 過多 時 / 'La piedra con flores revoloteando (Nakwha-am ko) 'pasó muchos años de pie.
靑 山 若不 曾 緘 黙 / Si la 'montaña azul (Cheong-san)' no estaba en silencio,
千古 興亡 問 可知 / Hubiera podido enterarme del ascenso y descenso de mucho tiempo.

## En la cultura popular
- Interpretado por Lee Bo-hee en la película Eoudong de 1985.
- Interpretado por Kim Muh-hee en la película Yohwa Eoludong de 1987.
- Interpretado por Kim Sa-rang en la serie de televisión de SBS 2007-2008 The King and I.
- Interpretado por Kang Eun-bi en la película Ownerless Flower Uhwudong de 2015 .